# 文化社会学
文化社会学（ぶんかしゃかいがく、英語：cultural sociology）とは社会学の一領域。文化の社会学ともいわれる。
カルチュラル・スタディーズとは、学問領域としてかなり厳密に区別されている。

## 概要
古典的な研究としては、マックス・ウェーバーやエミール・デュルケームなどにおいて文化が社会学的に研究されていた。そののち、カール・マンハイムやヴァルター・ベンヤミンなどの研究者があらわれた。
近年、文化社会学に大きな影響を与えたのが、ピエール・ブルデュー（P., Bourdieu）である。ブルデューの著作は、日本でも多く翻訳されている。ブルデューは、文化資本の概念を提示したことでしられ、文化的再生産論としても知られている。他に、ハビトゥスの概念によって、マクロとミクロを連結するという、社会学における重要な理論的位置を占めている。ブルデューの文化資本、文化的再生産の理論は、実証研究においても応用され、展開されている。アメリカでは、ポール・ディマジオ（Paul DiMaggio）をはじめとして、研究がおこなわれてきた。日本では、片岡栄美の一連の調査研究が代表的である。
カルチュラル・スタディーズは、上記の領域とは異なるが、日本（出身）の著名な研究者として、吉見俊哉や毛利嘉孝、岩渕功一らを挙げることが出来る。「文化の社会学」などといういいかたもされている。文化社会の分析というよりは、文化を社会学でとらえるという視点を強調したいときには、このような慎重な言い方がされることがある。カルチュラル・スタディーズはメディア論と親和性が高く、都市社会学などと隣接する傾向にある（たとえば、町村敬志、若林幹夫、ジョン・アーリらの研究）。文化社会学としての蓄積をふまえて研究するというよりは、社会学理論そのものを文化にあてはめて研究するスタイルが多くとられているために、その取りかかりやすさとは対照的に方法論的に難解な分野となっている。